# Gubin
Gubin je naseljeno mjesto u gradu Livnu, Federacija Bosne i Hercegovine, BiH.
Nalazi se u Livanjskom polju ispod planine Dinare, na lokalnoj makadamskoj cesti koja se odvaja od glavne ceste Livno - Bosansko Grahovo između sela Sajković i Provo.

## Stanovništvo

### 1991.
Nacionalni sastav stanovništva 1991. godine, bio je sljedeći:
ukupno: 366
- Srbi - 361
- Muslimani - 1
- Jugoslaveni - 3
- ostali, neopredijeljeni i nepoznato - 1

### 2013.
Nacionalni sastav stanovništva 2013. godine, bio je sljedeći:
ukupno: 91
- Srbi - 86
- Hrvati - 5